# Les Chroniques de Krondor
Les Chroniques de Krondor (titre original : The Riftwar Cycle) est une saga de fantasy de l’écrivain Raymond E. Feist, dont la parution a commencé en 1982. Elle est composée de nombreux cycles, tournant autour de l’univers de Midkemia et de guerres dimensionnelles liées à des portails nommés les failles.
La première trilogie a tout d’abord été publiée en français sous le titre Les Chroniques de Krondor avant d’être réédité sous le titre La Guerre de la faille,.

## Romans

### La Guerre de la faille
1. Magicien, 2005 ((en) Magician, 1982)Divisé selon les éditions en deux tomes paru dès 1998 : Pug l'apprenti et Milamber le mage
2. Silverthorn, 1999 ((en) Silverthorn, 1985)
3. Ténèbres sur Sethanon, 2000 ((en) A Darkness at Sethanon, 1986)

### La Trilogie de l'empire
1. Fille de l'empire, 2000 ((en) Daughter of the Empire, 1987)Écrit avec Janny Wurts.
2. Pair de l'empire, 2001 ((en) Servant of the Empire, 1990)Écrit avec Janny Wurts.
3. Maîtresse de l'empire, 2004 ((en) Mistress of the Empire, 1992)Écrit avec Janny Wurts.

### Le Legs de la faille
1. Krondor : La Trahison, 2006 ((en) Krondor: The Betrayal, 1998)
2. Krondor : Les Assassins, 2006 ((en) Krondor: The Assassins, 1999)
3. Krondor : La Larme des dieux, 2007 ((en) Krondor: Tear of the Gods, 2000)
4. (en) Jimmy and the Crawler, 2013

### Les Légendes de Krondor
1. Un valeureux ennemi, Bragelonne, 2014 ((en) Honoured Enemy, 2001)Écrit avec William R. Forstchen.
2. Meurtres à LaMut, Bragelonne, 2015 ((en) Murder in LaMut, 2002)Écrit avec Joel Rosenberg (en).
3. Jimmy les Mains vives, Bragelonne, 2015 ((en) Jimmy the Hand, 2003)Écrit avec S. M. Stirling.

### Les Nouvelles Chroniques de Krondor
1. Prince de sang, 2003 ((en) Prince of the Blood, 1989)
2. Le Boucanier du roi, 2003 ((en) The King's Buccaneer, 1992)

### La Guerre des serpents
1. L'Ombre d'une reine noire, 2004 ((en) Shadow of a Dark Queen, 1994)
2. L'Ascension d'un prince marchand, 2004 ((en) Rise of a Merchant Prince, 1995)
3. La Rage d'un roi démon, 2005 ((en) Rage of a Demon King, 1997)
4. Les Fragments d'une couronne brisée, 2005 ((en) Shards of a Broken Crown, 1998)

### Le Conclave des ombres
1. Serre du faucon argenté, 2008 ((en) Talon of the Silver Hawk, 2002)
2. Le Roi des renards, 2008 ((en) King of Foxes, 2003)
3. Le Retour du banni, 2009 ((en) Exile's Return, 2004)

### La Guerre des ténèbres
1. Les Faucons de la nuit, 2009 ((en) Flight Of The Nighthawks, 2005)
2. La Dimension des ombres, 2010 ((en) Into a Dark Realm, 2006)
3. La Folie du dieu noir, 2010 ((en) Wrath of a Mad God, 2008)

### La Guerre des démons
1. La Légion de la terreur, 2011 ((en) Rides a Dread Legion, 2009)
2. La Porte de l'enfer, 2011 ((en) At the Gates of Darkness, 2010)

### La Guerre du chaos
1. Un royaume assiégé, 2012 ((en) A Kingdom Besieged, 2011)
2. Une couronne en péril, 2013 ((en) A Crown Imperilled, 2012)
3. La Fin du magicien, 2013 ((en) Magician's End, 2013)

### La Légende des Firemane
Cette série a été décrite par l'éditeur comme n'étant pas connectée à l'univers des Chroniques de Krondor mais une connexion a été crée par la série suivante de l'auteur, The Dragonwar Saga, débutée en 2024.
1. Le Roi des cendres, Bragelonne, 2018 ((en) King of Ashes, 2018)
2. La Reine des tempêtes, Bragelonne, 2021 ((en) Queen of Storms, 2020)
3. Le Maître des fureurs, Bragelonne, 2023 ((en) Master of Furies, 2022)

### The Dragonwar Saga
1. (en) A Darkness Returns, 2024